# Sihla (wieś)
Sihla – wieś (obec) na Słowacji położona w kraju bańskobystrzyckim, w powiecie Brezno. Pierwsze wzmianki o miejscowości pochodzą z roku 1744.
Według danych z dnia 31 grudnia 2012, wieś zamieszkiwało 205 osób, w tym 101 kobiet i 104 mężczyzn.
W 2001 roku pod względem narodowości i przynależności etnicznej 99,09% mieszkańców stanowili Słowacy.
Ze względu na wyznawaną religię struktura mieszkańców kształtowała się w 2001 roku następująco:
- Katolicy rzymscy – 94,06%
- Grekokatolicy – 0,46%
- Ateiści – 3,2%
- Nie podano – 2,28%